# FC Dornach 1910
Der FC Dornach 1910 war ein französischer Sportverein aus dem Stadtteil Dornach der elsässischen Großstadt Mülhausen (französisch Mulhouse) im Département Haut-Rhin, der von 1910 bis 2018 bestand.

## Geschichte
Der Verein wurde 1910 in der Gemeinde Dornach gegründet, die damals noch eigenständig war und zum Kreis Mülhausen im Reichslandes Elsaß-Lothringen gehörte. Dornach wurde 1914 in die Stadt Mülhausen eingemeindet.
Nachdem Elsaß-Lothringen nach dem Ersten Weltkrieg wieder an Frankreich gefallen war, spielte der Verein in der Zeit bis zum Zweiten Weltkrieg die meiste Zeit in unterklassigen elsässischen Ligen. Von 1925 bis 1929 gehörte der Verein der obersten elsässischen Liga, der Ehrendivision (Division d’Honneur Alsace) an. Aus dieser Zeit ist der Vereinsname S.S. Dornach (Société Sportive de Dornach) überliefert.
Während der deutschen Besetzung Frankreichs im Zweiten Weltkrieg von 1940 bis 1944 nahmen die Fußballvereine aus Elsaß-Lothringen am Spielbetrieb des Deutschen Reichs teil. Die S.S. Dornach wurde unter dem deutschen Namen SpVgg Dornach in die Gauliga Elsaß aufgenommen und belegte in der Spielzeit 1940/41 in der Staffel Oberelsaß den sechsten und drittletzten Platz, der den Abstieg in die örtliche Bezirksklasse bedeutete.
Seit 1945 spielte der Verein wieder im französischen Ligensystem und gehörte von 1945 bis 1950 der elsässischen Ehrendivision an. Seitdem spielte der Verein nur noch unterklassig auf Departementebene. 2018 wurde der Verein, nunmehr FC Dornach 1910 genannt, aufgelöst und aus dem Vereinsregister gestrichen.